# 格列齐特
格列齊特（INN：gliclazide），商品名有达美康（Diamicron）、岱蜜克龍等，是一种磺酰脲类口服抗糖尿病药，用於治療第2型糖尿病。當個體採用飲食改變，運動和減重方式均不足以控制血糖時，可使用此藥物。
格列齐特可以防止因高血糖引起的细胞凋亡，保护人体的胰岛β细胞。格列齐特还可以防止因2型糖尿病导致的动脉粥样硬化（防止动脉脂肪堆积）。
使用後的副作用有低血糖、嘔吐、腹痛、皮疹和肝臟問題。患有嚴重腎臟或肝臟問題，或是懷孕的個體不建議使用此藥物。格列齊特屬於磺醯脲類藥物。主要為促使人體增加胰島素釋放而發揮作用。
格列齊特於1966年取得專利，並於1972年獲准用於醫療用途。它已列入世界衛生組織基本藥物標準清單之中。此藥物並未在美國市場銷售。而格列齊特在中國被作為一線藥物，受廣泛應用。

## 醫療用途
格列齊特用於控制對其反應良好、病情穩定、輕度、非酮症傾向的第2型糖尿病患者的高血糖症。當糖尿病無法透過適當的飲食管理和運動控制，且已嘗試使用二甲雙胍治療而效果不佳時，可使用此藥物。
美國非營利健康組織 - 美國國家腎臟基金會在2012年發佈的更新指南中指出，即使是末期腎病患者，也不需調整格列齊特的使用劑量。

## 禁忌症
- 第1型糖尿病[17]
- 對磺醯脲類藥物過敏[17]
- 嚴重腎臟或肝臟功能衰竭[17]（但在治療輕度腎功能障礙，例如慢性腎臟病第3期（Chronic Kidney Disease Stage 3），則相對有效）
- 於懷孕時期和進行母乳哺育時期的個體[17]

## 副作用
常見副作用（超過10%）：
- 低血糖（11-12%）- 雖然研究顯示格列齊特與較新的磺醯脲類藥物 - 格列美脲具有相同療效，但歐洲一項名為GUIDE（Glycemia Improvement in Type 2 Diabetes: a trial with Gliclazide MR versus Glimepiride in Europe）的研究顯示格列齊特引發低血糖的風險顯著低於格列美脲的，機率約少50%[19]。

不常見副作用（1-10%）：
- 高血壓（發生率3-4%）
- 眩暈（發生率2%）
- 高血糖（發生率2%）
- 病毒感染（發生率6-8%）
- 背痛（發生率4-5%）

罕見副作用（低於1%）：
- 膀胱炎
- 體重增加
- 嘔吐

## 交互作用
格列齊特與達那唑、氯丙嗪、糖皮質素、孕激素或β2腎上腺素受體激動藥同時使用可能會引起高血糖作用。與保泰松、酒精、氟康唑、β受體阻滯劑，以及可能還有血管張力素轉化酶抑制劑同時使用，可能會增強其降血糖作用。研究發現與利福平同時使用會增加人體內格列齊特的代謝。

## 過量
個體攝入過量格列齊特可能會導致嚴重低血糖，需緊急處理（經由靜脈注射葡萄糖），同時進行監測。

## 作用機制
格列齐特为胰島素增泌剂，通过抑制胰岛β细胞的ATP-sensitive potassium channel，从而促进胰岛素的释放。格列齊特會選擇性與胰島B細胞表面的磺醯脲受體 (SUR-1) 結合。研究顯示由於它不會與心臟中的磺醯脲受體 (SUR-2A) 結合，而有心血管保護作用。這種結合有效關閉鉀離子通道，而減少鉀離子從細胞流出，導致細胞去極化，而讓電壓依賴性Ca2+離子通道打開，增加 Ca2+流入。鈣離子接著可結合並活化鈣調蛋白，進而導致胰島素囊泡進行胞吐作用，而釋放胰島素。
利用小鼠模擬人類的青年型成人發病型糖尿病 (MODY) 研究，結果顯示格列齊特在使用者體內的清除率會降低，可能是其在MODY患者中發揮治療作用的機制之一。但研究人員Urbanova等人的研究發現MODY患者對此藥物的反應不同，且格列齊特清除率在隨機選擇不同類型患的者中並未出現一致性降低。
格列齊特的分類一直不明確，既有文獻將其歸類為第一代磺醯脲類藥物，也有文獻將其歸類為第二代的。

## 特性
根據生物藥劑學分類體系 (BCS)，格列齊特屬於BCS II類藥物，其特性為溶解度低（格列齊特在室溫下，於蒸餾水中的溶解度為1.5微克/毫升）但滲透性高。
- 屬於降血糖磺醯脲類藥物，可恢復胰島素分泌的第一個峰值，並增加胰島素敏感性[21]。
- 無活性循環代謝物[18]。

## 代謝
格列齊特會在人體內被廣泛代謝，產生多種非活性代謝物，主要是甲基羥基格列齊特和羧基格列齊特。科學家發現CYP2C9（細胞色素P450 2C9）這種酵素會參與肝臟細胞裡以及試管實驗中的羥基格列齊特的生成。但緩釋劑型格列齊特（gliclazide MR）的藥物動力學主要受CYP2C19基因變異影響，而非受到CYP2C9基因變異影響（即真正決定藥效的是CYP2C19這個酶）。